# 2094.
◄ | 20. stoljeće | 21. stoljeće | 22. stoljeće | ►
◄ | 2060-ih | 2070-ih | 2080-ih | 2090-ih | 2100-ih | 2110-ih | 2120-ih | ►
◄◄ | ◄ | 2091. | 2092. | 2093. | 2094. | 2095. | 2096. | 2097. | ► | ►►
Astronomija

## Događaji
- 19. ožujka –  Bit će otvorena vremenska kapsula u međunarodnoj zračnoj luci kod Denvera, koja je bila zapečaćena prije 100 godina.
- 7. travnja – Merkur će okultirati Jupiter. Bit će vrlo blizu Suncu te će biti nemoguće promatrati ju golim okom.